# Jussy, Aisne

Jussy este o comună în departamentul Ain, Franța. În 2007, avea o populație de 1 244 de locuitori.